# King Animal
King Animal – szósty studyjny album amerykańskiej grupy rockowej Soundgarden. Ukazał się 13 listopada 2012 roku nakładem Universal Music Group. Jest to pierwszy album studyjny zespołu z premierowym materiałem po reaktywacji w 2010 i od czasu wydania Down on the Upside w 1996 roku, oraz pierwszy album zespołu nie wydany przez A&M Records od 1988 roku. Produkcją płyty zajął się sam zespół przy współpracy z wieloletnim przyjacielem i producentem Adamem Kasperem, który wyprodukował m.in. Superunknown (1994), oraz Down on the upside (1996), a także współpracował z grupami Pearl Jam, Foo Fighters, Nirvana, oraz Queens of the Stone Age.

## Przegląd
Soundgarden reaktywował się 1 stycznia 2010 roku, o czym za pośrednictwem twittera poinformował wokalista Chris Cornell. Zespół zagrał kilka koncertów (m.in. w rodzinnym mieście Seattle, oraz na Lollapaloozie w Chicago), a także wydał retrospektywny box-set Telephantasm podsumowującym działalność z nowym utworem – Black Rain. Pomysł nagrania wspólnej płyty zrodził się na fali sukcesu kompilacji. Zespół rozpoczął prace nad płytą zimą 2011 roku, o czym poinformował na swojej stronie internetowej, a także udostępnił kilka zdjęć ze studia. W wywiadach, muzycy zapowiadali niezatytułowany jeszcze longplay na wiosnę 2012. Ostatecznie premiera została przesunięta na jesień, o czym zespół poinformował pod koniec sierpnia udostępniając jednocześnie fragment utworu „Worse Dreams”, a także filmik ukazujący prace nad płytą.
17 września ukazała się zapowiedź płyty, w którym wykorzystano fragmenty utworów „A Thousand Days Before”, „Black Saturday”, a także frazę wokalną z „Rowing”. Podano także oficjalna datę wydania – 13 listopad.
27 września ukazał się pierwszy singel z King Animal – Been Away Too Long.
31 października Soundgarden poprzez serwis youtube udostępnił utwór Non-State Actor.
29 stycznia 2013 roku, zespół wypuścił wyreżyserowany przez Dave’a Grohla teledysk do kolejnego singla – By Crooked Steps.

## Lista utworów
| Nr  |  | Tytuł                     | Tekst         | Muzyka                                 | Długość |
| --- |  | ------------------------- | ------------- | -------------------------------------- | ------- |
| 1.  |  | Been Away Too Long        | Chris Cornell | Chris Cornell, Ben Shepherd            | 3:36    |
| 2.  |  | Non-State Actor           | Kim Thayil    | Ben Shepherd                           | 3:57    |
| 3.  |  | By Crooked Steps          | Chris Cornell | Kim Thayil, Matt Cameron, Ben Shepherd | 4:00    |
| 4.  |  | A Thousand Days Before    | Chris Cornell | Kim Thayil                             | 4:23    |
| 5.  |  | Blood on the Valley Floor | Chris Cornell | Kim Thayil                             | 3:48    |
| 6.  |  | Bones of Birds            | Chris Cornell | Chris Cornell                          | 4:22    |
| 7.  |  | Taree                     | Chris Cornell | Ben Shepherd                           | 3:38    |
| 8.  |  | Attrition                 | Ben Shepherd  | Ben Shepherd                           | 2:52    |
| 9.  |  | Black Saturday            | Chris Cornell | Chris Cornell                          | 3:29    |
| 10. |  | Halfway There             | Chris Cornell | Chris Cornell                          | 3:16    |
| 11. |  | Worse Dreams              | Chris Cornell | Chris Cornell                          | 4:53    |
| 12. |  | Eyelid’s Mouth            | Chris Cornell | Matt Cameron                           | 4:39    |
| 13. |  | Rowing                    | Chris Cornell | Ben Shepherd, Chris Cornell            | 5:08    |

## Skład
Soundgarden
- Chris Cornell – wokal prowadzący, gitara rytmiczna, pianino, mandolina
- Kim Thayil – gitara prowadząca, mandolina
- Ben Shepherd – gitara basowa, gitara, wokal wspierający
- Matt Cameron – perkusja, wokal wspierający

Dodatkowi muzycy
- Adam Kasper – pianino, tamburyn
- Jeff McGrath – trąbka
- Greg Powers – puzon
- Brad Stevens – saksofon
- Bubba Dupree – stun guitar
- Bullet – dodatkowy wokal
- Mike McCready – dodatkowa gitara

Techniczni
- Adam Kasper – producent
- Soundgarden – producent
- Joe Barresi – miksowanie, dodatkowa produkcja
- Nate Yaccino – inżynier
- Sam Hofstedt – inżynier
- Josh Evans – inżynier, asystent
- Jay Follette – asystent
- Neil Hundt – asystent
- Gregg Keplinger – asystent
- Jun Murakawa – asystent
- Ted Jensen – mastering
- Josh Graham – okładka
- Don Vancleave – fotograf zespołu

## Pozycje w zestawieniach
| Chart (2012)                   | Peak position |
| ------------------------------ | ------------- |
| Greckie zestawienie albumów    | 20            |
| Włoskie zestawienie albumów    | 18            |
| Polskie zestawienie albumów    | 36            |
| Brytyjskie zestawienie albumów | 21            |
| US Billboard 200               |               |